# Atari ST
| Atari ST        | Atari ST               |
| --------------- | ---------------------- |
| Atari 1040 STF  |                        |
| Hersteller:     | Atari Corporation      |
| Hauptprozessor: | Motorola 68000 @ 8 MHz |
| Erschienen:     | 1985                   |
| Eingestellt:    | 1994                   |
| Speicher:       | 512 KiB ~ 4 MiB        |
| Betriebssystem: | TOS 1.x                |

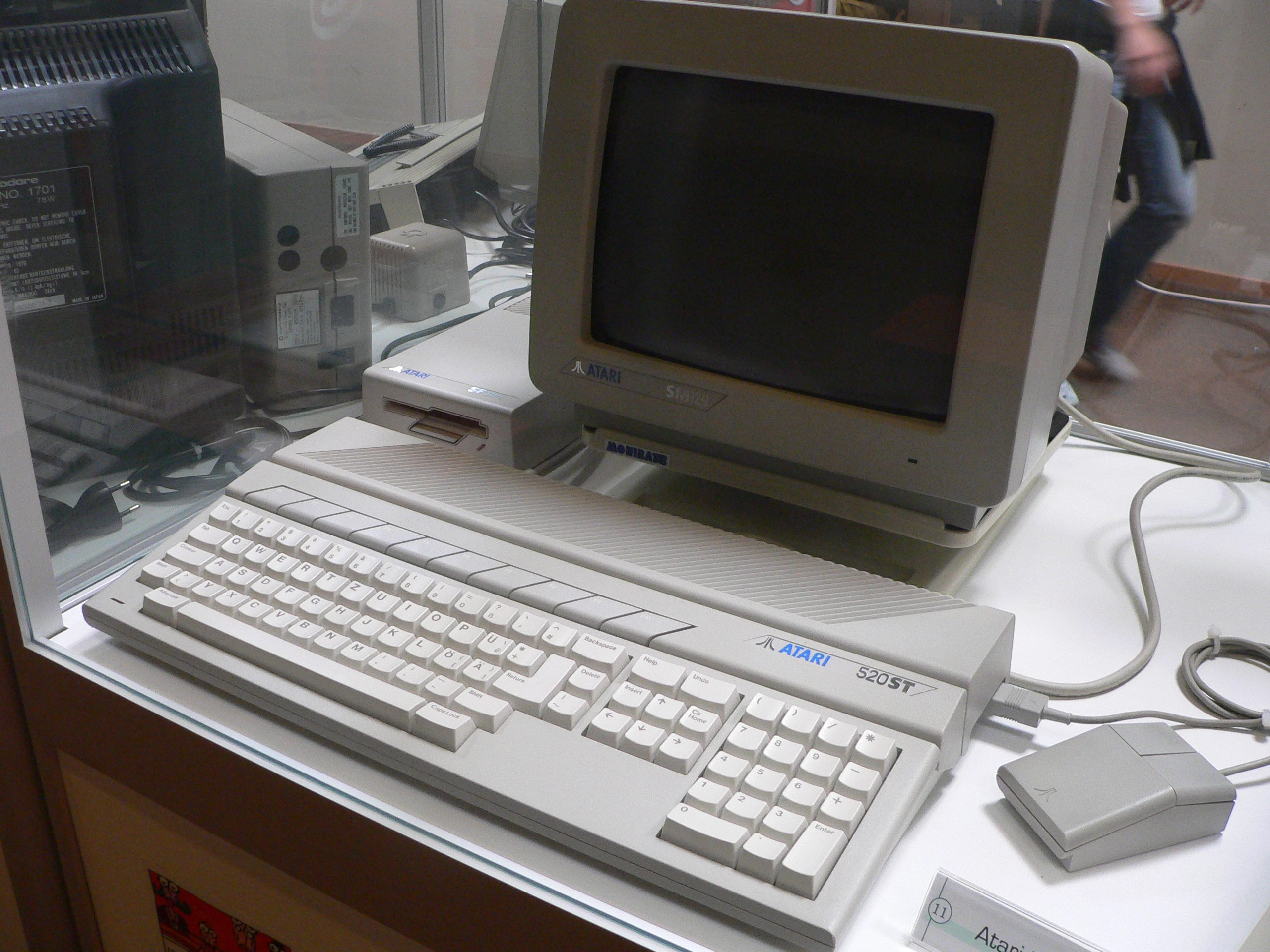
Atari 520ST

Atari ST ist eine Serie von Heim- bzw. Personal Computern der Atari Corporation, die von 1985 bis 1994 produziert wurde. Die ST-Serie eignete sich durch die grafische Oberfläche GEM unter anderem für professionelle Büroanwendungen und wurde wegen der serienmäßig vorhandenen MIDI-Schnittstelle als Standardcomputer in kleinen und großen Tonstudios verwendet. Die Abkürzung „ST“ steht dabei für Sixteen/Thirty-Two (16/32), da der verwendete Hauptprozessor, der Motorola 68000, einen 16 Bit breiten Datenbus hat und intern mit 32 Bit arbeitet.
Die ST-Serie war eine Alternative zu den wesentlich teureren Macintosh-Modellen von Apple und stand in direkter Konkurrenz zu IBM-PC-kompatiblen Computern und der Amiga-Reihe der Firma Commodore.

## Geschichte

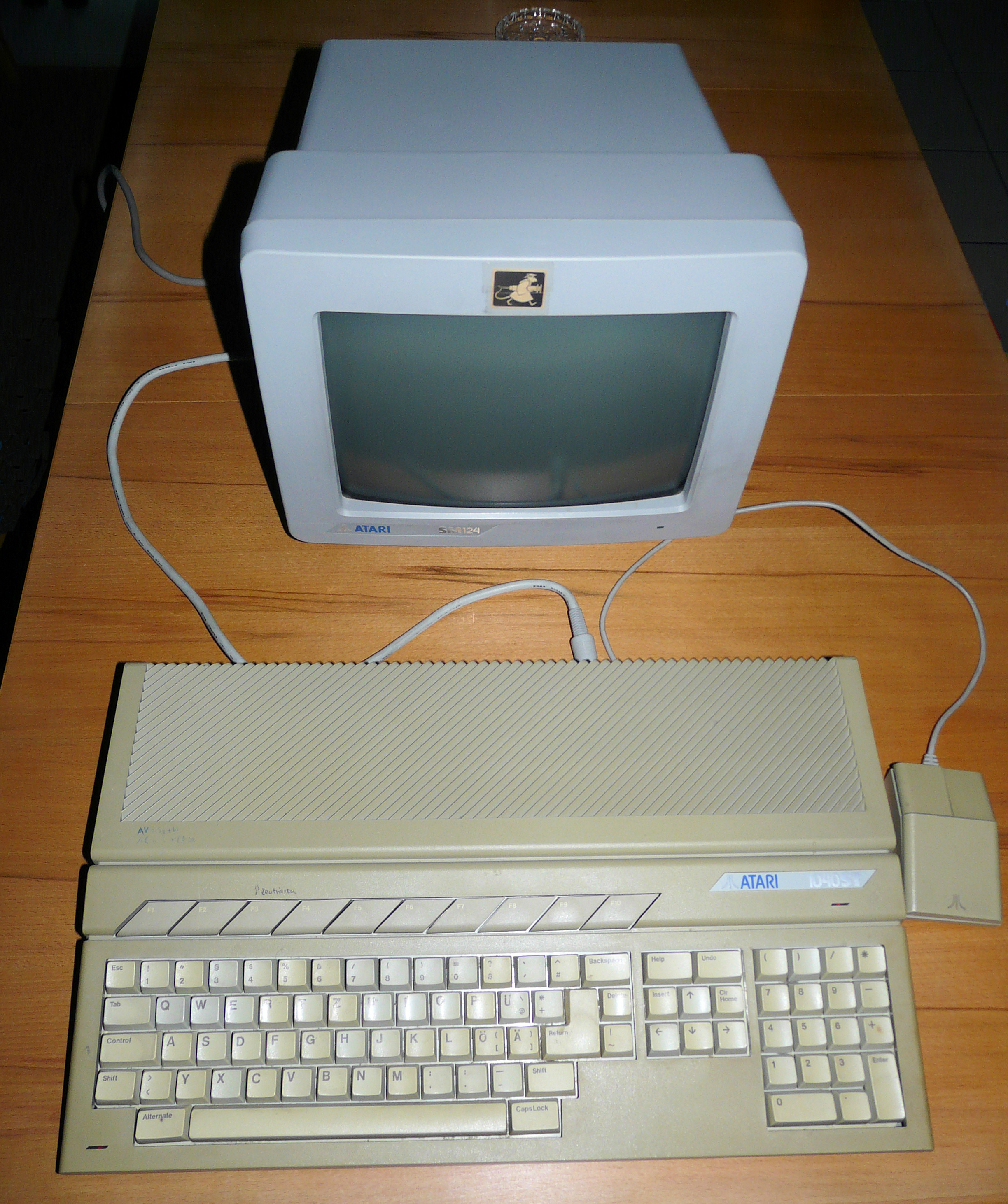
Atari 1040 STF mit Monitor SM 124 aus dem Jahr 1987

Der Atari ST war eines der ersten verbreiteten Modelle mit einer grafischen Benutzeroberfläche, dem GEM von Digital Research. Die Hauptspeichergröße lag zwischen 512 KiB (520ST) und 4 MiB (Mega ST4), diese Zahl wurde, nach Aufrunden, Teil der Modellbezeichnung (520ST – 512 KiB; 1040ST – 1024 KiB = 1 MiB).
Einzige Ausnahmen bildeten der 260ST (wurde mit 512 KiB ausgeliefert) und der 520ST+ (1 MiB). Der 260ST sollte – getreu seiner Bezeichnung – nur mit 256 KiB ausgeliefert werden, in der Endphase der Entwicklung stellte sich jedoch heraus, dass 256 KiB definitiv nicht ausreichen würden, um den Rechner mit TOS sinnvoll zu betreiben. Da jedoch die Werbung bereits angelaufen war, wurde er kurzerhand mit 512 KiB ausgeliefert. Bei den ersten in Europa erhältlichen 260ST wurde wie beim ersten amerikanischen 520ST das TOS von Diskette nachgeladen, was die Größe des verfügbaren Speichers stark reduzierte. Der 260ST unterschied sich kaum vom 520ST. Eigentlich bestand der einzige Unterschied darin, dass der 520ST das TOS in Festwertspeichern (ROM) mitbrachte, wobei die ersten 520ST und ST+ noch ohne solche Speicherbausteine geliefert wurden, weil diese zum Produktstart noch nicht verfügbar waren. Die Nachrüstung war aber auch beim 260ST einfach, da die Sockel bereits vorhanden waren. Der Ur-520ST verschwand bereits ein halbes Jahr nach Erscheinen vom Markt, ihm folgte ein Jahr später der 260ST. 1989 wurden sämtliche STs ohne Diskettenlaufwerk sowie der 1040STF eingestellt, Ende 1990 der MegaST und im Januar 1994 alle übrigen Geräte (zu dem Zeitpunkt bestand die Modellpalette aus 1040STFM, 1040STE, MegaSTE und den High-end-Rechnern Falcon 030 und TT 030).
Die Konzeptänderungen nach Abschluss der Entwicklungsphase zeigen sich auch beim Modell 520ST+. Hier fanden die zusätzlichen Speicherbausteine auf der Hauptplatine keinen Platz, so dass sie von Hand huckepack auf die Speicherschaltkreise der regulären Bestückung gelötet werden mussten. Einzelne Pins (RAS, CAS) dieser zusätzlichen Schaltkreise wurden nach oben gebogen und frei verdrahtet.
Zusätzliche Buchstaben gaben weitere Ausstattungsmerkmale an: „F“ im Namen gab ein internes Diskettenlaufwerk an, „M“ einen HF-Modulator. „+“ bedeutete eine Speichererweiterung (520ST+) oder andere Erweiterungen wie beim nicht veröffentlichten 1040 STE+. „E“ kommt von enhanced, diese Rechner waren um einige Funktionen, beispielsweise die Fähigkeit, Töne auf 2 Kanälen wiederzugeben, und eine auf 4096 Farbtöne erweiterte Farbpalette erweitert worden. Die Modelle „LST“ (Stacy) und „NST“ (ST Book) bezeichnen tragbare Geräte.
Bis November 1985 wurde der Atari ST mit dem Betriebssystem auf Diskette ausgeliefert (TOS 1.0), spätere Modelle hatten das Betriebssystem im Festwertspeicher eingebaut.

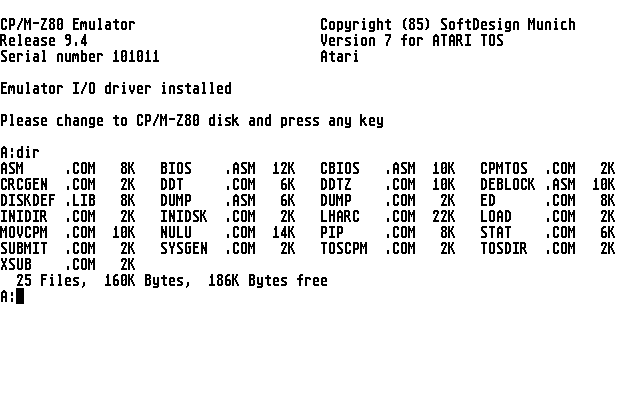
Bildschirmfoto der Software-Emulation CPMZ80 auf einem Atari ST

Der Software-Emulator CPMZ80 für den Zilog-Z80-Hauptprozessor und für das Betriebssystem CP/M 2.2 wurde kostenlos von Atari mitgeliefert. Dadurch konnten, vor allem zu Beginn, die damals weitverbreiteten 8-Bit-Programme für CP/M, wie z. B. WordStar, dBASE, Microsoft Multiplan, Turbo Pascal und andere, auf dem Atari ST weiterbenutzt werden, und die mit diesen Programmen erzeugten Dokumente, Datenbanken, Quellen und Daten blieben weiter verwendbar.
Die MegaST-Serie besaß eine abgesetzte Tastatur und einen Hauptspeicher von bis zu 4 MiB. Festplattenlaufwerke waren ebenfalls verfügbar (anfangs mit MFM-Verfahren und 20 MB) und direkt an den Atari ST anschließbar (DMA-Port, auch ACSI-Port (SCSI-Variante, steht für „Atari Computer System Interface“) genannt).
Der Atari ST besaß die Möglichkeit, entweder einen hochauflösenden Schwarzweiß- oder einen geringer auflösenden Farbbildschirm anzuschließen. Die Farbauflösung betrug 320×200 Bildpunkte bei 16 Farben und 640×200 Bildpunkte bei vier Farben, jeweils aus einer Palette von 512 Farben (bzw. 4096 beim STE).
Der weitverbreitete monochrome Monitor SM124 hatte eine Auflösung von 640×400 Bildpunkten bei 70 Hz Bildwiederholfrequenz. Dies waren für die damalige Zeit hervorragende Werte, im Bereich der IBM-PC-kompatiblen Computer gab es gerade CGA, HGC und für besonders teure Rechner EGA, das nur 640×350 Bildpunkte und 60 Hz Bildwiederholfrequenz bot. Die Nachfolgemodelle SM125 und SM14x stellten auch 640×400 in 70 Hz dar.
Der Rechner wurde besonders im CAD- oder Desktop-Publishing-Bereich populär, insbesondere als Atari und andere Hersteller die hochauflösenden 19″-Monochrom-Monitore auf den Markt brachten. Im deutschsprachigen Raum überwogen auch ansonsten eher Büroanwendungen wie Textverarbeitung oder Tabellenkalkulation. Insbesondere für die Naturwissenschaften und für die Altphilologie (Altgriechisch, Hebräisch, textkritische Sonderzeichen, Umschriften etc.) stand mit dem Textverarbeitungsprogramm Signum! eine Software zur Verfügung, die in dieser Zeit nahezu Alleinstellungsmerkmale aufwies.
In den Vereinigten Staaten wurde der ST vorwiegend mit Farbmonitor eingesetzt und galt eher als Spiele- und Demomaschine (siehe: Atari-ST-Demoszene). Weltweit brachte dem Atari ST eine fest eingebaute MIDI-Schnittstelle eine weite Verbreitung bei Musikern und in Tonstudios ein. Dazu gehörte auch Mike Oldfield, der den Atari ST überwiegend für die Arrangements seiner Songs nutzte. Auf dem Album Earth Moving wurde die Verwendung des Atari ST auf der Rückseite des Covers angegeben. Auch Depeche Mode und Fleetwood Mac nutzten in dieser Zeit den ST. Außerdem war der Atari ST sozusagen ein Mittler zwischen den Welten. Das Dateisystem der Disketten war mit dem von MS-DOS weitgehend kompatibel, so dass man beispielsweise Zugriff auf Textdateien hatte, die auf einem PC erstellt wurden. Es gab auch einen Macintosh- sowie einen CP/M- und Z80-Emulator, und er wurde – mit entsprechender Software versehen – als intelligentes Terminal und Entwicklerstation an verschiedensten Großrechnern und Mini-Computern von Hewlett-Packard sowie Workstations von Texas Instruments und Hewlett-Packard eingesetzt. Bemerkenswert am Betriebssystem der ST-Familie war die Vielfalt der bereitgestellten Schnittstellen. So war von Anfang an an den Anschluss von Grafiktabletts und Kameras gedacht, was zur damaligen Zeit einzigartig war, zumal entsprechende Hardware auf dem Markt überhaupt nicht verfügbar war.
Der Atari ST war zum im Jahr 1984 dreimal so teuren Macintosh von Apple eine für breite Massen erschwingliche Alternative und stand in Konkurrenz zum etwas später auf den Markt gekommenen Amiga von Commodore.
Mehrere Fachzeitschriften wie ST-Computer, ST-Format, ST Magazin, TOS, XEST, ATOS, 68000er oder Atari Inside versorgten die Nutzer mit Informationen zu diesem Rechner.

## Hardware
- Hauptprozessor: Motorola MC68000, 8 MHz (Mega STE: 16 MHz)
- Arbeitsspeicher: 512 KiB bis 4 MiB (Werksausstattung, Speichererweiterung durch andere Anbieter bis auf knapp 16 MiB möglich – allerdings mit erheblichem Aufwand), von dem Speichercontrollerchip „MMU“ (Memory Management Unit) verwaltet.
- Grafikchip: „Shifter“, benutzte einen frei wählbaren Teil des Hauptspeichers als Bildspeicher, wird heutzutage als „Shared Memory“-Architektur bezeichnet. Auflösungen und Farbtiefen siehe oben. Der Speicherzugriff erfolgt komplett verzahnt mit der CPU und den anderen Bausteinen, so dass der Shifter die anderen Bausteine beim Speicherzugriff nicht ausbremst.
- Bit-blit-Chip („Blitter“, erst ab MegaST und STE-Serie, spätere 1040STFM-Modelle waren auch mit Bit blit ausgestattet): Unterstützung des Hauptprozessors bei Grafik- und Speicheroperationen. Nachrüstung über Zusatzkarten in allen ST-Modellen möglich.
- GLUE-Chip: Systemlogik, die das System zusammenhält (Chip-Selects, Takt etc.)
- Sound: Yamaha YM-2149 bzw. GI AY-3-8910, dreistimmiger Synthesizer-Chip mit Rauschgenerator
- Disketten-Controller WD1772: MFM-Controller für Laufwerke mit Standard-Shugart-Bus; neuere TT030 und Mega STE sowie alle Falcon 030 wurden mit HD-Diskettenlaufwerken und dem voll kompatiblen, aber auch bei höheren Taktfrequenzen (16 MHz und 32 MHz) stabil laufenden AJAX ausgeliefert.
- DMA-Controller, von Atari, steuert die ACSI-Schnittstelle (Atari Computer System Interface) an. ACSI ist eine auf Gruppe-1-Kommandos und einige Signale eingeschränkte SCSI-Schnittstelle.
- 2 Motorola 6850 Schnittstellenbausteine, genannt „ACIA“: 1 für die MIDI-Schnittstelle, 1 für die serielle Kommunikation mit der Tastatur
- MFP: 68901 MFP (MultiFunctionPeripheral) u. a. für erweiterte Interruptlogik und serielle Schnittstelle
- Massenspeicher: eingebautes Diskettenlaufwerk (3½″ DD 720 KB) – nur bei 520/1040STF/STFM, Mega ST, Stacy und der STE-Serie; 3½″-SCSI-Festplatte (20–80 MB, nur bei einigen Stacys und Mega STE), über SCSI-Hostadapter beinahe beliebige Auswahl an SCSI-Laufwerken mit SCSI-I/II-Schnittstelle bis 1 GB Kapazität.

## Anschlüsse
Standardmäßig bei allen ST-Varianten vorhanden sind:
- Monitor: 13-polige DIN-Buchse zum Anschluss der Atari-Monitore aus den SM/SC-Serien, im Farb-Modus wird ein NTSC- bzw. PAL-kompatibles RGB-Videosignal ausgeliefert
- Maus/Joystick: 9-poliger D-Sub-Anschluss zum Anschluss von Mäusen, Joysticks, Grafiktabletts etc.
- Floppy: 14-polige DIN-Buchse zum Anschluss von bis zu 2 Diskettenlaufwerken (bei eingebautem Laufwerk nur ein externes möglich)
- Hard Disk: Auch als ACSI oder DMA bekannt, 19-poliger D-Sub-Stecker für externe Fest-/Wechselplatten, CD-ROM-Laufwerken (CDAR504) und Laserdruckern (SLM-Serie). ACSI ist eng mit SCSI verwandt.
- Parallel: 25-polige D-Sub-Buchse zum Anschluss von beispielsweise Druckern
- Serial: Serielle Schnittstelle des ST, 25-poliger D-Sub-Stecker, zum Anschluss von Modems oder zur Errichtung von seriellen Netzwerken
- MIDI In/Out: Je eine fünfpolige DIN-Buchse zum Anschluss von Synthesizern etc., auch für Peer-to-Peer-Netzwerke verwendbar (Midinet)
- ROM-Port: 40-poliger Platinenstecker, zur Aufnahme von Programm-Modulen oder externer Hardware (beispielsweise Scanner oder Kopierschutzdongles)

Einige Modellvarianten haben darüber hinaus noch zusätzliche Anschlüsse:
- HF-Modulator: Cinch-Buchse zum Anschluss der ST-Computer an den Antenneneingang eines Fernsehers (STM, STFM, STE und spätere 520 ST)
- Audio R/L: jeweils 1 Cinch-Buchse zum Anschluss an Verstärker oder Stereoanlagen (nur STE)
- Controller 3+4: 15-polige D-Sub-Buchse (gleich mit der VGA-Schnittstelle), Spielcontroller (beispielsweise das Pad des Atari Jaguars) können dort angeschlossen werden (nur STE)
- Tastatur: 6-polige Western-Buchse zum Anschluss der Atari-Tastaturen (nur Mega ST und Mega STE)

## Modellvarianten

### Desktop
- 130ST (Prototyp): ST mit nur 128 KiB RAM
- 260ST (1985–1986): erster auf den Markt gebrachter ST mit externem 3½″-Diskettenlaufwerk, 512 KiB RAM, TOS auf Diskette
- 520ST (1985–1986): im Wesentlichen baugleich mit dem 260ST, TOS war hier fest eingebaut (gesockelte EPROMs).
- 520STM (1985–1989): 520ST mit HF-Modulator zum Betrieb an der Antennenbuchse des Fernsehers. Wurde in 520ST umbenannt.
- 520ST+ (1985–1987): 1 MiB RAM
- 520STF (1986–1987): internes doppelseitiges 3½″-Diskettenlaufwerk
- 520STFM (1986–1987): internes einseitiges 3½″-Diskettenlaufwerk und HF-Modulator
- 1040STF (1986–1989): 1 MiB RAM, internes doppelseitiges 3½″-Diskettenlaufwerk
- 1040STFM (1986–1992): 1 MiB RAM, internes doppelseitiges 3½″-Diskettenlaufwerk und HF-Modulator
- 2080ST (1986): wenig verbreitetes Modell mit 2 MiB RAM und internem doppelseitigen 3½″-Diskettenlaufwerk
- 4160ST (Prototyp): 4 MiB RAM. Der Speicher verteuerte sich dramatisch, so wurde das Modell aufgegeben
- Mega ST 1, 2 und 4, Mega 1, 2 und 4 (1987–1991): Modelle mit abgesetzter Tastatur und je nach Zahl 1, 2 oder 4 MiB RAM. Hat einen eigenen Mega-ST-Bus genanntem Steckplatz für eine Erweiterungskarte und den Blitter. Bei späteren Modellen wurde die Modellbezeichnung „Mega ST“ in „Mega“ verkürzt.
- 1040STE (1989–1994): siehe eigenen Artikel
- 520STE (1989–1991): 1040STE mit 512 KiB RAM, ansonsten identisch
- 1040STE+ (Prototyp): 1040STE mit eingebauter Festplatte und AT-Emulator auf 80386-Basis.
- TT030 (1990–1994): siehe eigenen Artikel
- Mega STE (1991–1994): siehe eigenen Artikel
- EST (Prototyp): ST mit 68020
- FX-1 „Sparrow“ (Prototyp): Vorstufe des Falcon 030
- Falcon 030 (1992–1994): siehe eigenen Artikel
- Falcon 040 (Prototyp): erweiterte Desktopvariante des Falcon 030
- Falcon „Microbox“ (Prototyp): Falcon in kleinem Desktopgehäuse, Gehäusedesign wurde später von Sony für die PlayStation 2 weiterentwickelt

### Tragbar

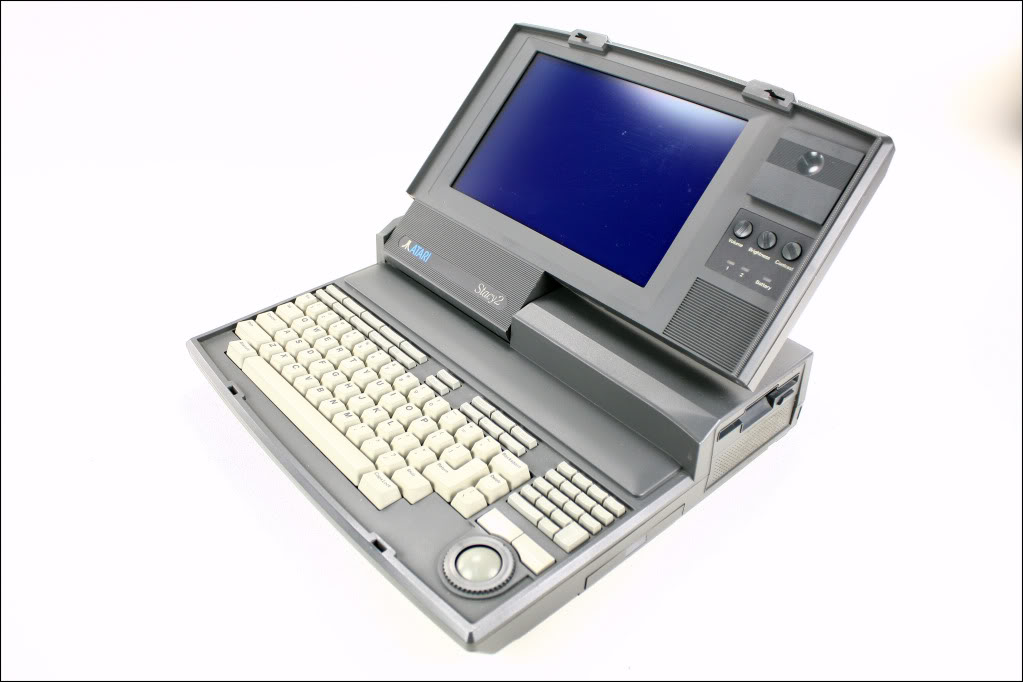
Atari Stacy2

- Stacy, Stacy2, Stacy4 (1989–1992): tragbare, 7,5 kg schwere Variante des Mega ST, optional mit eingebauter Festplatte, jedoch ohne Blitter. Mit 12″-LCD. Ursprünglich war Batteriebetrieb vorgesehen, doch mit nur 15 Minuten Laufzeit entschied man sich, das Batteriefach leer zu lassen.
- ST-Book (1991–1992): Notebook, bei dem großer Wert auf Energiesparen gelegt wurde. Bis auf die 2½″-Festplatte sind keine Laufwerke vorhanden, ebenfalls keine Beleuchtung des 12″-LCD. Akkulaufzeit je nach Betrieb zwischen 5 und 10 Stunden.
- ST-Pad „Stylus“ (Prototyp): Atari ST mit Stifteingabe mit Handschrifterkennung als Vorläufer moderner Tablet-Computer. Als Massenspeicher kamen ausschließlich zwei parallel einsetzbare Flashmodule zum Einsatz.

### Sonstige
- Atari Transputer Workstation 800 (1988): Sogenannter Transputer auf Basis der T800 Chips. Als Steuerungsterminal für das Mehrprozessorsystem kam ein modifizierter, ins ATW-Gehäuse integrierter MegaST zum Einsatz.

## Peripherie von Atari

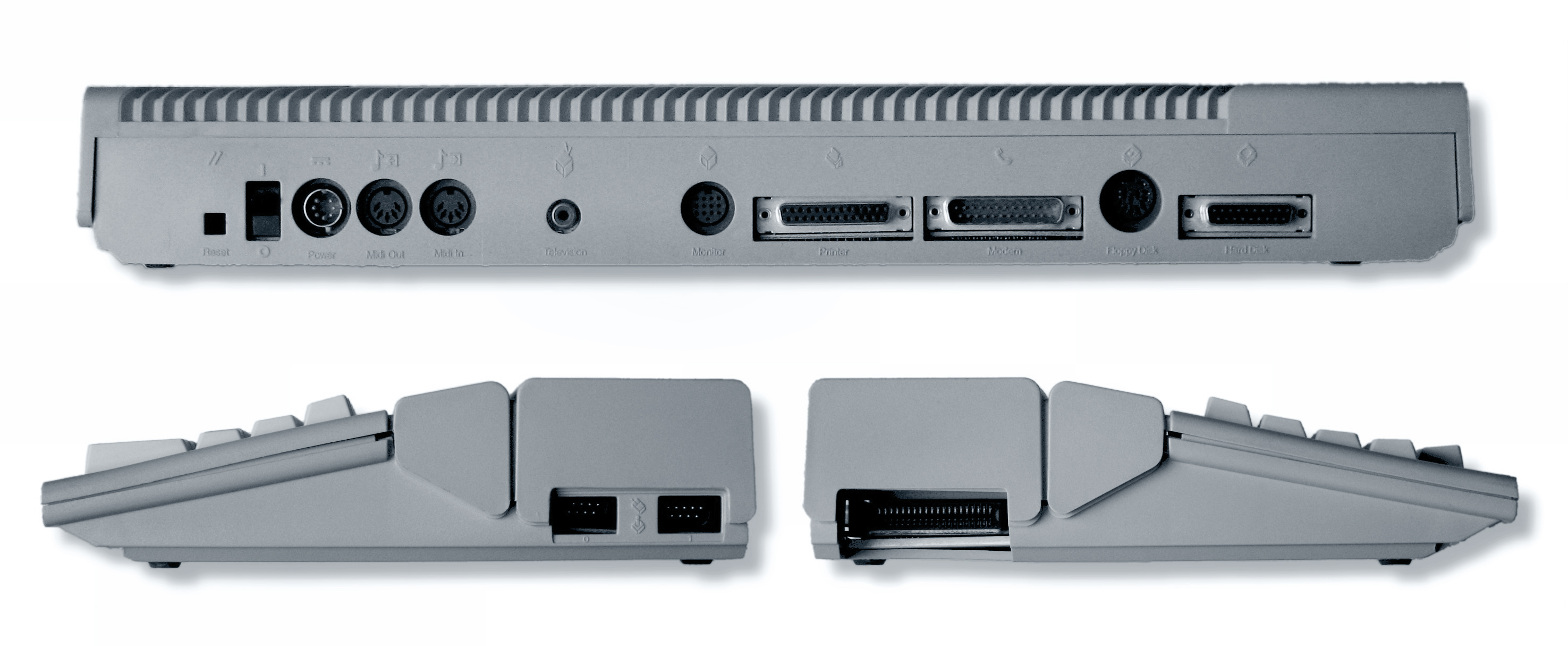
Schnittstellen des Atari 520ST

### Datenspeicherung
- SF314: externes doppelseitig 3½″-Diskettenlaufwerk, vom Original-TOS beschrieben mit 726.016 Bytes, Format durch Anlehnung an FAT12 weitgehend MS-DOS-kompatibel, welches 4 KB mehr verwendet.
- SF354: externes einseitiges 3½″-Diskettenlaufwerk, vom Original-TOS beschrieben mit 357.379 Bytes, Format analog SF314
- SH204: 20-MB-MFM-Festplatte mit Adaptec ACB 4000 Controller, ACSI-Schnittstelle, Gehäuse im Schuhkarton-Format
- SH205 (später Megafile 20): 20-MB-MFM-Festplatte mit Adaptec ACB 4000 Controller, ACSI-Schnittstelle, Gehäuse in Form eines Atari Mega ST
- Megafile 30: 30-MB-RLL-Festplatte mit Adaptec ACB 4000 Controller, ACSI-Schnittstelle, Gehäuse in Form eines Atari Mega ST
- Megafile 60: 60-MB-RLL-Festplatte mit Adaptec ACB 4000 Controller, ACSI-Schnittstelle, Gehäuse in Form eines Atari Mega ST
- Megafile 44: 44-MB-Wechselfestplatte mit SQ555-Laufwerk von SyQuest, ACSI-to-SCSI-Hostadapter, Gehäuse in Form eines Atari Mega ST
- CDAR504: CD-ROM-Laufwerk, ACSI-Schnittstelle, auch als eigenständige CD-Player verwendbar, abnehmbare IR-Fernbedienung

### Drucker
- SLM804: 300 dpi Laserdrucker. Ähnlich wie heutige GDI-Drucker wurde die zu druckende Seite im Hauptspeicher des Atari ST/TT berechnet und erst dann zum Drucker gesandt.
- SLM605: 300 dpi Laserdrucker. Nachfolger des SLM804 mit anderem Druckwerk.
- SMM804: Nadeldrucker

### Datenfernübertragung
- SX212: Modem, Übertragungsrate 1200 Baud, serielle und Atari-SIO-Schnittstellen

### Monitore
| Modell    | Größe     | Auflösung           | Bildwiederhol- frequenz | Bemerkungen |
| Monochrom | Monochrom | Monochrom           | Monochrom               | Monochrom |
| --------- | --------- | ------------------- | ----------------------- | --- |
| SM124     | 12″       | 640×400             | 70 Hz                   | |
| SM125     | 12″       | 640×400             | 70 Hz                   | |
| SM144     | 14″       | 640×400             | 70 Hz                   | wurde zusammen mit dem Atari Mega STE in den Markt eingeführt.                                                   |
| SM146     | 14″       | 640×400             | 70 Hz                   | |
| SM147     | 14″       | 640×400             | 70 Hz                   | nur in den USA vertrieben                                                                                        |
| SM194     | 19″       | 1280×960            | 70 Hz                   | konnte mit ECL-Grafikkarte z. B. von Viking oder der Matrix M110 am Systembus der Mega-ST-Serie betrieben werden |
| SM195     | 19″       | 1280×960            | 70 Hz                   | ECL-Signal, konnte vom Atari TT direkt angesteuert werden                                                        |
| Farbe     |           |                     |                         | |
| PS3000    | 12″       | 320×200 und 640×200 |                         | mit internen einseitigem 3½″-Diskettenlaufwerk (sehr selten, Vertrieb nur in Nordamerika)                        |
| SC1224    | 12″       | 320×200 und 640×200 | 50/60 Hz                | nach PAL-Norm, mit RGB-Signaleingang und Atari-spezifischem Stecker                                              |
| SC1425    | 14″       | 320×200 und 640×200 | 50/60 Hz                | mit SCART-Eingang (vgl. Commodore 1084)                                                                          |
| SC1435    | 14″       | 320×200 und 640×200 | 50/60 Hz                | mit Stereolautsprecher (vgl. Philips CM-8833-II)                                                                 |

## Peripherie/Erweiterungen von anderen Herstellern (Auswahl)
- Autoswitch-Overscan: Die kleine Platine erforderte einige Lötarbeiten an der ST-Serie. Der Sinn der Erweiterung war die Erhöhung der Bildauflösung, im Monochrommodus waren z. B. 768 × 520 Bildpunkte erreichbar. Hierfür mussten allerdings die SM124-Monitore teilweise nachjustiert werden.
- MegaScreen ST: Eine kleine preiswerte Grafikkarte für den Erweiterungssteckplatz der Mega ST Computer (nicht Mega STE), die Autoswitch-Overscan technisch ähnelte. Auch hier waren mehrere einfache Lötarbeiten auf der Hauptplatine nötig, um Signale abzugreifen, die der Steckplatz nicht bereitstellt. Die Bildauflösung ließ sich in etwa verdoppeln z. B. auf 832 × 624 Bildpunkte im Monochrommodus. MegaScreen ST nutzte den Hauptspeicher und somit auch den Blitter, war sehr kompatibel und funktionierte sogar mit Macintosh-Emulatoren wie Spectre, verlangte allerdings wegen der fast frei anpassbaren Bildparameter nach einem SVGA-Monitor.
- ACSI-to-SCSI-Hostadapter: z. B. von ICD, ICP-Vortex, und anderen. Hierdurch wurde es möglich, preiswertere SCSI-Peripherie wie Festplatten, CD-ROM-Laufwerke, Streamer etc. an die Atari-ST-Serie anzuschließen. Genannte Hersteller lieferten auch in Konkurrenz zur Megafile-Serie von Atari auf den Hostadaptern basierende Konkurrenzprodukte. Besondere Verbreitung fand z. B. die Vortex HD-20 in Konkurrenz zur SH204 bzw. Megafile 20.
- Hardware-PC-Emulator Beta-Systems Supercharger: Ein kleines weißes Kästchen, in dessen Innerem ein NEC V20 mit 1 MiB Arbeitsspeicher, 8 MHz Taktgeschwindigkeit und einem speziellen Chipsatz residierte. Der Chipsatz stellte zum einen eine PC-kompatible Hardwareumgebung zur Verfügung und erledigte zum anderen die Kommunikation mit dem Atari ST/TT über die ACSI-Schnittstelle. Der Supercharger stellte somit einen PC/XT-kompatiblen PC dar, dessen Tastatur/Maus und Grafikkarte (CGA- und Hercules-kompatibel) der Atari-Computer war. Auch die Massenspeicheranbindung erfolgte über den Atari. Auf dem Atari konnten parallel auch TOS/GEM-Programme ausgeführt werden und man konnte mit einer speziellen Tastenkombination zwischen beiden Systemen wechseln.
- Hardware-PC-Emulator vortex ATOnce: Ein in die Prozessorfassung zu steckender Einbausatz, der den Arbeitsspeicher des ST benutzte, mit 8 MHz, später 16 MHz Taktgeschwindigkeit. Der Chipsatz stellte zum einen eine IBM-PC-kompatible Hardwareumgebung zur Verfügung und erledigte zum anderen die Kommunikation mit dem Atari ST. Der ATOnce stellte einen PC/AT-kompatiblen PC entsprechend einem 80386SX dar, der schon unterhalb der 640-KiB-Grenze mehr Hauptspeicher zur Verfügung hatte als ein „originaler“ IBM-kompatibler PC. Partitionen bis zu 16 MiB konnten von beiden Systemen gelesen und beschrieben werden.
- PAK68, PAK68/2, PAK68/3: Prozessor-Austausch-Karte.[2] Diese Erweiterungen dienten der Beschleunigung der ST-Systeme durch Austausch des Motorola 68000-Prozessors durch seine nicht pinkompatiblen Nachfolger 68020 und 68030. Die PAK wurde anstelle des Original-Prozessors auf die Hauptplatine gesetzt und erledigte die mechanische und elektronische Anpassung an den neuen Prozessor. Mit Hilfe der PAK konnte die Systemgeschwindigkeit der ST-Computer erheblich gesteigert werden; je nach Taktfrequenz erreichten die so aufgerüsteten Systeme die Geschwindigkeit der Nachfolger TT und Falcon oder übertrafen diese sogar. Die PAK war ein Projekt des Magazins c’t im Heise-Verlag.

## Weiternutzung von Atari-ST-Daten auf aktuellen Rechnern
Im Internet kursiert eine Fülle von Emulatoren für Atari ST. Die meisten dieser Emulatoren benötigen für ihre Funktion jedoch ein Abbild originaler Atari-ROMs, daher dürfen sie aus lizenzrechtlichen Gründen nur dann benutzt werden, wenn der Eigentümer des Rechners selbst auch Eigner eines Atari ST (bzw. seiner ROMs) ist. Als legaler Ausweg bleibt die Verwendung nachprogrammierter, frei erhältlicher TOS-Versionen wie EmuTOS.
Atari-Disketten können meist vom PC (oder einem älteren Macintosh) gelesen werden. Schwierigkeiten bereiten jedoch Umlaute in Pfad- und Dateinamen aufgrund der unterschiedlichen Zeichensätze sowie höher formatierte Disketten (d. h. mit mehr als 80 Spuren und/oder mehr als 9 Sektoren pro Spur); diese funktionieren zuverlässig nur mit einem Original-Atari-Rechner und müssen daher umkopiert werden. Falls kein entsprechender Atari-Rechner zur Verfügung steht, kann dies z. B. mit der Live-CD von ARAnyM erfolgen. Dieser Weg, der lizenzrechtlich unproblematisch ist und der keinerlei Installation auf dem „Wirts-PC“ voraussetzt, macht es möglich, auf einer PC-Hardware auch ältere Atari-Diskettenformate zu lesen und die Dateien auf DOS-formatierte Disketten zu kopieren. Eine weitere Möglichkeit: 2DD-Disketten, die unter MS-DOS mit dem Befehl format a: /u /f:720 formatiert werden, können sowohl vom Atari als auch von Windows gelesen und geschrieben werden und daher als Transportmedium zwischen beiden Computerwelten dienen. Windows XP unterstützt den Parameter /f:720 nicht mehr, deswegen muss man auf format /t:80 /n:9 a: ausweichen.
Da aktuellen PCs das Diskettenlaufwerk fehlt, bleiben hier die Lösungen, die Daten entweder auf CD zu brennen, ein Diskettenlaufwerk nachzurüsten bzw. ein USB-Laufwerk anzuschließen, Wechselmedien wie ZIP-, JAZ- oder DVD-RAM-Laufwerke, Speicherkarten wie CF und SD (der Atari kann mit geeigneter Software wie dem HDDRiver oder BIGDOS PC-kompatible Fest- und Wechselplatten sowie Speicherkarten lesen und schreiben) oder den Atari und den aktuellen Computer mittels Netzwerkkarte am Atari (EtherNEC bzw. EtherNEA) und meist vorhandenem Netzwerkanschluss zu verbinden.
Ein Open-Source-Emulator ist Hatari, ein anderer Open-Source-Emulator STEEM SSE.
Ein professioneller Atari-Emulator für die Macintosh-Plattform ist MagiCMac(X). Dieser Emulator stellt Calamus u. a. eine Drucker-Schnittstelle zur Verfügung, so dass Calamus jeden Apple-seitig installierten Drucker erkennen und ansprechen kann. Auf der Intel-MagicMac-Version funktioniert dieser Druckertreiber jedoch nicht mehr. Calamus-SL-Anwender behelfen sich mit dem PDF-Export und drucken die erzeugten PDF-Dateien dann unter OS X aus.
Für Windows-Betriebssysteme gibt es das Pendant MagiC PC. Auf der 32-Bit-Version von Windows 7 läuft der STemulator.
Für die Apple-PCs Performa 450, 475 und 630 existierte zudem (1995) mit Mac STout eine MagicMac-kompatible Schnittstellenkarte, die die beim Macintosh nicht vorhandene parallele (Centronics-/Drucker-)Schnittstelle sowie eine serielle Schnittstelle mit originalen Atari-Chips nachrüstete. In Verbindung mit MagiC Mac konnten Programme wie Wordplus, Signum!, Script oder Calamus so mit PC-Druckern drucken, und Atari-Programme liefen auf dem Macintosh mit etwa vierfacher Geschwindigkeit eines Atari TT. McSTout existierte zudem in einer Variante, die zudem auch noch MIDI-Ports bereitstellte.

## Trivia
- Die Berliner Digital-Hardcore-Band Atari Teenage Riot produziert ihre Musik bis heute bewusst auf einem ST.
- Einige Programmierer entwickeln Klangerzeuger für den Atari nach dem Vorbild von PGP und anderen Synthesizern[4][5]

## Bekannte Software für Atari ST
- 1st Adress – Adressbuch, makrofähig für Telefonwahl, Serienbriefe mit 1st Word u. v. a.
- 1st Base – relationale Datenbank, die im Speicher läuft (Weiterentwicklung aus 1st Adress)
- 1st Prop – Hilfsprogramm zu 1st Word Plus zum Generieren von Proportionalschrift
- 1st Word Plus – Textverarbeitung
- 2nd Word – Textverarbeitung für um 90° gedrehten Monitor
- 3D-Calc – Tabellenkalkulation
- Adimens ST – Relationale Datenbank & AditalkST (Rudimentäre Programmumgebung zur Automatisierung)
- Aladin – Emulator eines Apple Macintosh
- Arabesque – 2D-Zeichenprogramm
- Avant Vektor (Plot/Pro) – schneidplottfähiger Vektoreditor mit CVG/EPS88/Gem3 Schnittstelle. Verwendet CFN- und Postscript-Schriften
- Ballerburg – Artillery-Computerspiel
- BOLO – Breakout-Variante
- BSTAT – Spreadsheet- und Statistik Programm
- Calamus – Desktop-Publishing-System mit Vektor-Zeichensätzen
- Campus 2D CAD-Programm
- CAT (E-Mail-Client) – Mail- und Newsreader (offline) für das MausNet und Internet
- Chagall – Bildbearbeitungsprogramm
- Concordance – Bibel-Volltextdatenbank inkl. morphologischer Suchfunktion
- Connect – Terminalemulator und Kommunikationssoftware
- CPMZ80 – SW-Emulation des Betriebssystems CP/M 2.2 und der Z80-CPU
- Creator – Grafik- und Animationssoftware von Application Systems Heidelberg
- Cubase – professioneller MIDI-Sequenzer und Notensatzprogramm von Steinberg
- Cyber Studio CAD-3D – 3D-Grafiksoftware, dient der 3D-Modellierung und Animation
- Cypress – Textverarbeitung und Desktoppublishing (mit Langenscheidt-Rechtschreibprüfung)
- DR Logo – Logo (Programmiersprache)-Interpreter von Digital Research
- Degas elite – Malprogramm mit für damalige Verhältnissen hohem Funktionsumfang
- Didot Professional – Professionelle DTP Software von 3K; Calamus-Konkurrent
- Dungeon Master – Rollenspiel
- EASE – grafische Oberfläche mit Kobold-Schnittstelle; wurde von Jinnie verdrängt
- EasyBase – RAM-basierte Datenbank mit Volltextsuche
- Edison (Editor) – schneller Texteditor mit integrierter Entwicklungsumgebung für z.B: Turbo C
- Elite – Spiel
- Exile – Spiel
- G Data – Weltweit erstes kommerzielle Antivirenprogramm von G DATA Software[6]
- Gemini – erweiterter grafischer Desktop mit Shell (Mupfel)
- GFA-BASIC – populäre BASIC-basierte Programmiersprache/-umgebung
- GMA-Plot – professionelles Schneidplottprogramm
- Hänisch-Modula (Software) – Modula-2-Compiler und IDE
- HASCS – Editor, um grafische Rollenspiele ohne Programmierkenntnisse zu entwickeln
- HP-250 – Terminalemulator für HP250 Mini mit Atari ST als intelligentes Terminal
- International Karate Plus – Spiel
- Jinnee – der zauberhafte Desktop
- K-Spread – Tabellenkalkulation
- Kandinsky Music Painter – grafikorientiertes Kompositionsprogramm
- Kobold (Software) – Dateikopierprogramm, das sehr schnell ist und eine eigene Batchsprache sowie eine Ease-/Jinnee-Schnittstelle besitzt
- Lavadraw – für die Zeit fortschrittliches Mal-/Zeichenprogramm (pixelbasiert)
- Leisure Suit Larry in the Land of the Lounge Lizards – Grafik-Adventure
- Leonardo ST – Zeichenprogramm; vereinigte erstmals technisches CAD und künstlerisches Design in nur einem Programm
- Logistix – Tabellenkalkulation mit Kalender- und Zeitfunktionen
- Luna – einer der beliebtesten Texteditoren
- GNU/Linux – bekanntes Betriebssystem
- MagiC – modernes Betriebssystem für alle TOS-Systeme
- Megamax Modula-2 – Modula-2-Compiler und IDE
- MIDI Maze – Multiplayer-Spiel; „Killer-Spiel“ mit Smileys
- MiNT „MiNT is Now TOS“ (vormals „MiNT is Not TOS“) – ein alternatives Betriebssystem für TOS-kompatible Rechner
- Monostar – frühes Schwarzweiß-Malprogram
- Mortimer – multifunktionales Tool mit nettem Butler
- Nebulus – Spiel
- NEOchrome – erstes Malprogramm, welches zur Farbauswahl die gesamte Farbpalette des ST darstellte
- Notator SL – professioneller MIDI-Sequenzer und Notensatzprogramm von C-Lab
- Notator Logic – Nachfolgeprogramm zu Notator SL von C-LAB (später Emagic, heute als Logic Pro/Express von Apple)
- Omikron BASIC – ab 1987 das von Atari mitgelieferte BASIC (Interpreter); ergänzend konnte ein Compiler erworben werden
- Oxyd – preisgekröntes Spiel, das auf dem PC und Mac seine Fortsetzung fand
- R.O.M. Papyrus – Textverarbeitung. Auf dem Atari groß geworden und mittlerweile für macOS, Windows und OS/2 erhältlich. Eine Version für Linux ist derzeit in Arbeit.
- Pagestream - Desktop Publishing Programm
- Patience ST-Version von Patience (Autor Volker Weidner); war in Deutschland sehr populär
- PC Ditto – MSDOS-Emulator
- Phoenix – relationale Datenbank von Application Systems Heidelberg
- PhotoLine – Grafik-/Fotobearbeitungsprogramm; wird für Mac OS und Windows weiterentwickelt
- Psion – sehr gutes Schachprogramm von Richard Lang, Rating ca. 1880
- Pure C – ANSI-C-Compiler mit IDE, frühere Versionen heißen Turbo C
- PurePascal – TurboPascal-kompatibler Compiler und IDE
- Qfax – Faxsoftware, Nachfolger des ST-Fax
- RUFUS – DFÜ- und Terminal-Software
- Script – Textverarbeitung
- Secret Weapons of the Luftwaffe – Spiel
- Signum! – Textverarbeitung und Desktoppublishing
- Sozobon C – ANSI-C-Compiler (Public Domain)
- Spacola – Weltraumballer- und Handelsspiel des Oxyd-Erfinders
- STaD – frühes Zeichenprogramm
- STOS BASIC – BASIC-Version zur Spieleentwicklung
- SunDog: Frozen Legacy – Spiel
- Tempus-Editor – ultraschneller Texteditor
- Tempus-Word – komplexe Textverarbeitung
- That’s Write – ausgereifte Textverarbeitung von Compo auch für wissenschaftliche Ansprüche
- The Guild of Thieves – Text-Adventure mit Grafiken (Farbmodus)
- Their Finest Hour: The Battle of Britain – Spiel
- The Pawn – Text-Adventure mit Grafiken (Farbmodus)
- TurboAss – Assembler-Entwicklungsumgebung mit sehr schneller Assemblierung (quasi in Echtzeit), Syntax-Test und Formatierung bei der Eingabe
- TwiLight – beliebter Bildschirmschoner
- Ultima II, III, IV, V und VI – Rollenspiel
- Voilà – Textverarbeitung
- Write – Textverarbeitung
- Xedit – Textverarbeitung

Siehe auch Kategorie:Atari-ST-Spiel.